# Lijst van gouverneurs van Kentucky
Dit is een lijst met gouverneurs van de Amerikaanse staat Kentucky.

## Gouverneurs van Kentucky (1792–heden)
| Nr. | Gouverneur van Kentucky Governor of Kentucky | Gouverneur van Kentucky Governor of Kentucky | Gouverneur van Kentucky Governor of Kentucky | Ambtstermijn     | Ambtstermijn     | Partij(en)   | Verkiezing(en) |
| --- | -------------------------------------------- | -------------------------------------------- | -------------------------------------------- | ---------------- | ---------------- | ------------ | -------------- |
| 1   |                                              | Isaac Shelby                                 | Isaac Shelby (1750–1826)                     | 4 juni 1792      | 6 juni 1796      | DR           | 1792           |
| 2   |                                              | James Garrard                                | James Garrard (1749–1822)                    | 6 juni 1796      | 4 september 1804 | DR           | 1796           |
| 2   | 1800                                         | James Garrard                                | James Garrard (1749–1822)                    | 6 juni 1796      | 4 september 1804 | DR           |                |
| 3   |                                              | Christopher Greenup                          | Christopher Greenup (1750–1818)              | 4 september 1804 | 1 september 1808 | DR           | 1804           |
| 4   |                                              | Charles Scott                                | Charles Scott (1739–1813)                    | 1 september 1808 | 24 augustus 1812 | DR           | 1808           |
| 5   |                                              | Isaac Shelby                                 | Isaac Shelby (1750–1826)                     | 24 augustus 1812 | 6 september 1816 | DR           | 1812           |
| 6   |                                              | George Madison                               | George Madison (1763–1816)                   | 6 september 1816 | 14 oktober 1816  | DR           | 1816           |
| 7   |                                              | Gabriel Slaughter                            | Gabriel Slaughter (1767–1830)                | 14 oktober 1816  | 30 augustus 1820 | DR           | 1816           |
| 8   |                                              | John Adair                                   | John Adair (1757–1840)                       | 30 augustus 1820 | 24 augustus 1824 | DR           | 1820           |
| 9   |                                              | Joseph Desha                                 | Joseph Desha (1768–1842)                     | 24 augustus 1824 | 26 augustus 1828 | DR (1824–28) | 1824           |
| 9   | D (1828)                                     | Joseph Desha                                 | Joseph Desha (1768–1842)                     | 24 augustus 1824 | 26 augustus 1828 |              | 1824           |
| 10  |                                              | Thomas Metcalfe                              | Thomas Metcalfe (1780–1855)                  | 26 augustus 1828 | 4 september 1832 | NR           | 1828           |
| 11  |                                              | John Breathitt                               | John Breathitt (1786–1867)                   | 4 september 1832 | 21 februari 1834 | D            | 1832           |
| 12  |                                              | James Morehead                               | James Morehead (1797–1854)                   | 21 februari 1834 | 30 augustus 1836 | W            | 1832           |
| 13  |                                              | James Clark                                  | James Clark (1779–1839)                      | 30 augustus 1836 | 27 augustus 1839 | W            | 1836           |
| 14  |                                              | Charles Wickliffe                            | Charles Wickliffe (1788–1869)                | 27 augustus 1839 | 2 september 1840 | W            | 1836           |
| 15  |                                              | Robert Letcher                               | Robert Letcher (1788–1861)                   | 2 september 1840 | 4 september 1844 | W            | 1840           |
| 16  |                                              | William Owsley                               | William Owsley (1782–1862)                   | 4 september 1844 | 6 september 1848 | W            | 1844           |
| 17  |                                              | John Crittenden                              | John Crittenden (1787–1863)                  | 6 september 1848 | 22 juli 1850     | W            | 1848           |
| 18  |                                              | John Helm                                    | John Helm (1802–1867)                        | 22 juli 1850     | 1 september 1851 | W            | 1848           |
| 19  |                                              | Lazarus Powell                               | Lazarus Powell (1812–1867)                   | 1 september 1851 | 5 september 1855 | D            | 1851           |
| 20  |                                              | Charles Morehead                             | Charles Morehead (1802–1868)                 | 5 september 1855 | 30 augustus 1859 | KN           | 1855           |
| 21  |                                              | Beriah Magoffin                              | Beriah Magoffin (1815–1885)                  | 30 augustus 1859 | 18 augustus 1862 | D            | 1859           |
| 22  |                                              | James Robinson                               | James Robinson (1800–1882)                   | 18 augustus 1862 | 1 september 1863 | D            | 1859           |
| 23  |                                              | Thomas Bramlette                             | Thomas Bramlette (1817–1875)                 | 1 september 1863 | 3 september 1867 | D            | 1863           |
| 24  |                                              | John Helm                                    | John Helm (1802–1867)                        | 3 september 1867 | 8 september 1867 | D            | 1867           |
| 25  |                                              | John Stevenson                               | John Stevenson (1812–1886)                   | 8 september 1867 | 4 maart 1871     | D            | 1867           |
| 25  | D                                            | John Stevenson                               | John Stevenson (1812–1886)                   | 8 september 1867 | 4 maart 1871     | 1868         |                |
| 26  |                                              | Preston Leslie                               | Preston Leslie (1819–1907)                   | 4 maart 1871     | 31 augustus 1875 | 1868         | D              |
| 26  | D                                            | Preston Leslie                               | Preston Leslie (1819–1907)                   | 4 maart 1871     | 31 augustus 1875 | 1871         |                |
| 27  |                                              | James McCreary                               | James McCreary (1838–1918)                   | 31 augustus 1875 | 1 september 1879 | D            | 1875           |
| 28  |                                              | Luke Blackburn                               | Luke Blackburn (1816–1887)                   | 1 september 1879 | 5 september 1883 | D            | 1879           |
| 29  |                                              | Proctor Knott                                | Proctor Knott (1830–1911)                    | 5 september 1883 | 30 augustus 1887 | D            | 1883           |
| 30  |                                              | Simon Bolivar Buckner                        | Simon Bolivar Buckner (1823–1914)            | 30 augustus 1887 | 1 september 1891 | D            | 1887           |
| 31  |                                              | John Young Brown I                           | John Young Brown I (1835–1904)               | 1 september 1891 | 10 december 1895 | D            | 1891           |
| 32  |                                              | William Bradley                              | William Bradley (1847–1914)                  | 10 december 1895 | 12 december 1899 | R            | 1895           |
| 33  |                                              | William Sylvester Taylor                     | William Sylvester Taylor (1853–1928)         | 12 december 1899 | 30 januari 1900  | R            | 1899           |
| 34  |                                              | William Goebel                               | William Goebel (1856–1900)                   | 30 januari 1900  | 3 februari 1900  | D            | 1899           |
| 35  |                                              | John Beckham                                 | John Beckham (1858–1934)                     | 3 februari 1900  | 10 december 1907 | D            | 1899           |
| 35  | D                                            | John Beckham                                 | John Beckham (1858–1934)                     | 3 februari 1900  | 10 december 1907 | 1900         |                |
| 35  | D                                            | John Beckham                                 | John Beckham (1858–1934)                     | 3 februari 1900  | 10 december 1907 | 1903         |                |
| 36  |                                              | Augustus Willson                             | Augustus Willson (1846–1931)                 | 10 december 1907 | 11 december 1911 | R            | 1907           |
| 37  |                                              | James McCreary                               | James McCreary (1838–1918)                   | 11 december 1911 | 10 december 1915 | D            | 1911           |
| 38  |                                              | Augustus Stanley                             | Augustus Stanley (1867–1958)                 | 10 december 1915 | 19 mei 1919      | D            | 1915           |
| 39  |                                              | James Dixon Black                            | James Dixon Black (1849–1938)                | 19 mei 1919      | 9 december 1919  | D            | 1915           |
| 40  |                                              | Edwin Morrow                                 | Edwin Morrow (1877–1935)                     | 9 december 1919  | 10 december 1923 | R            | 1919           |
| 41  |                                              | William Fields                               | William Fields (1874–1954)                   | 10 december 1923 | 13 december 1927 | D            | 1923           |
| 42  |                                              |                                              | Flem Sampson (1875–1967)                     | 13 december 1927 | 7 december 1931  | R            | 1927           |
| 43  |                                              | Ruby Laffoon                                 | Ruby Laffoon (1869–1941)                     | 7 december 1931  | 10 december 1935 | D            | 1931           |
| 44  |                                              | Happy Chandler                               | Happy Chandler (1898–1991)                   | 10 december 1935 | 10 oktober 1939  | D            | 1935           |
| 46  |                                              | Keen Johnson                                 | Keen Johnson (1896–1970)                     | 10 oktober 1939  | 7 december 1943  | D            | 1935           |
| 46  | D                                            | Keen Johnson                                 | Keen Johnson (1896–1970)                     | 10 oktober 1939  | 7 december 1943  | 1939         |                |
| 46  |                                              |                                              | Simeon Willis (1879–1965)                    | 7 december 1943  | 7 december 1947  | R            | 1943           |
| 47  |                                              | Earle Clements                               | Earle Clements (1896–1985)                   | 7 december 1947  | 25 november 1950 | D            | 1947           |
| 48  |                                              | Lawrence Wetherby                            | Lawrence Wetherby (1908–1994)                | 25 november 1950 | 10 december 1955 | D            | 1947           |
| 48  | D                                            | Lawrence Wetherby                            | Lawrence Wetherby (1908–1994)                | 25 november 1950 | 10 december 1955 | 1951         |                |
| 49  |                                              | Happy Chandler                               | Happy Chandler (1898–1991)                   | 10 december 1955 | 9 december 1959  | D            | 1955           |
| 50  |                                              | Bert Combs                                   | Bert Combs (1911–1991)                       | 9 december 1959  | 10 december 1963 | D            | 1959           |
| 51  |                                              | Ned Breathitt                                | Ned Breathitt (1924–2003)                    | 10 december 1963 | 13 december 1967 | D            | 1963           |
| 52  |                                              | Louie Nunn                                   | Louie Nunn (1924–2004)                       | 13 december 1967 | 7 december 1971  | R            | 1967           |
| 53  |                                              | Wendell Ford                                 | Wendell Ford (1924–2015)                     | 7 december 1971  | 28 december 1974 | D            | 1971           |
| 54  |                                              | Julian Carroll                               | Julian Carroll (1931 –2023)                  | 28 december 1974 | 13 december 1983 | D            | 1971           |
| 54  | D                                            | Julian Carroll                               | Julian Carroll (1931 –2023)                  | 28 december 1974 | 13 december 1983 | 1979         |                |
| 55  |                                              | John Young Brown II                          | John Young Brown II (1933–2022)              | 11 december 1979 | 13 december 1983 | D            | 1979           |
| 56  |                                              | Martha Layne Collins                         | Martha Layne Collins (1936)                  | 13 december 1983 | 7 december 1987  | D            | 1983           |
| 57  |                                              | Wallace Wilkinson                            | Wallace Wilkinson (1941–2002)                | 7 december 1987  | 10 december 1991 | D            | 1987           |
| 58  |                                              | Brereton Jones                               | Brereton Jones (1939–2023)                   | 10 december 1991 | 10 december 1995 | D            | 1991           |
| 59  |                                              | Paul Patton                                  | Paul Patton (1937)                           | 10 december 1995 | 10 december 2003 | D            | 1995           |
| 59  | 1999                                         | Paul Patton                                  | Paul Patton (1937)                           | 10 december 1995 | 10 december 2003 | D            |                |
| 60  |                                              | Ernie Fletcher                               | Ernie Fletcher (1952)                        | 10 december 2003 | 10 december 2007 | R            | 2003           |
| 61  |                                              | Steve Beshear                                | Steve Beshear (1944)                         | 10 december 2007 | 8 december 2015  | D            | 2007           |
| 61  | 2011                                         | Steve Beshear                                | Steve Beshear (1944)                         | 10 december 2007 | 8 december 2015  | D            |                |
| 62  |                                              | Matt Bevin                                   | Matt Bevin (1967)                            | 8 december 2015  | 10 december 2019 | R            | 2015           |
| 63  |                                              | Andy Beshear                                 | Andy Beshear (1977)                          | 10 december 2019 | heden            | D            | 2019           |
| 63  | 2023                                         | Andy Beshear                                 | Andy Beshear (1977)                          | 10 december 2019 | heden            | D            |                |

(D): Democraat · (R): Republikein · (O): Onafhankelijk